# حمایت آمریکا از اسرائیل در جنگ غزه

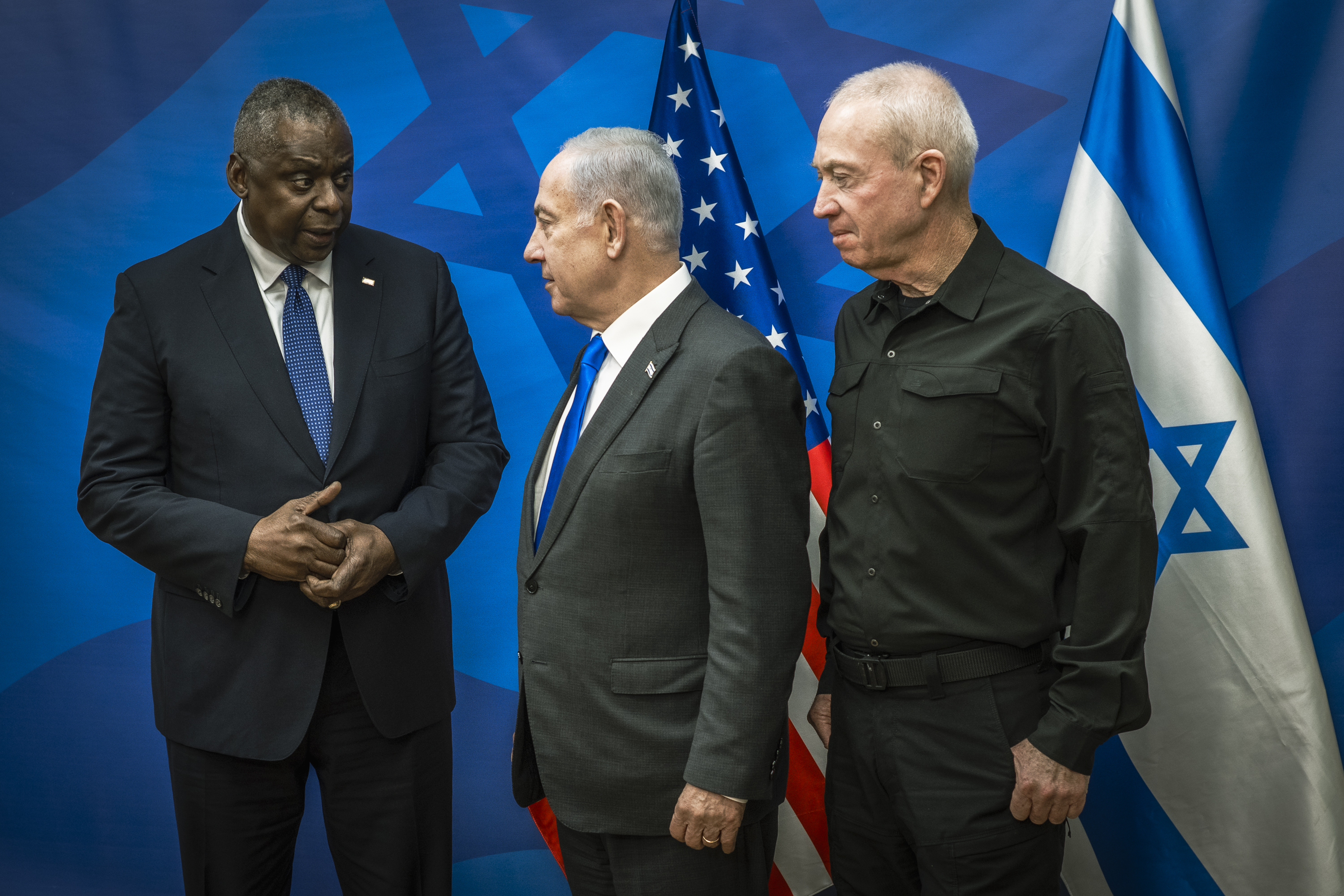
دیدار لوید آستین وزیر دفاع آمریکا با بنیامین نتانیاهو نخست‌وزیر اسرائیل و یوآو گالانت وزیر دفاع اسرائیل در شهر تل آویو، اسرائیل، ۱۳ اکتبر ۲۰۲۳

پس از درگرفتن جنگ اسرائیل و حماس، ایالات متحده آمریکا شروع به ارسال کشتی‌های جنگی و هواپیماهای نظامی به شرق مدیترانه وتأمین مهمات و تجهیزات نظامی برای اسرائیل کرد.
ایالات متحده آمریکا اعلام کرد که اسرائیل «هر آنچه» برای پشتیبانی از یک ضدحمله علیه نوار غزه تحت حاکمیت حماس نیاز داشته باشد را دریافت خواهد کرد. این کشور همچنین وعده کمک‌های نظامی بیشتر به اسرائیل را داده است. در ۲۰ اکتبر، رئیس‌جمهور بایدن اعلام کرد که از کنگره ۱۴ میلیارد دلار کمک اضافی در خواست کرده است.
در بحبوحه درخواست‌های جهانی برای آتش‌بس، با وتوی قطعنامه‌های شورای امنیت سازمان ملل متحد که خواستار آتش‌بس و افزایش کمک‌های بشردوستانه برای ورود به غزه بودند توسط آمریکا، اسرائیل و ایالات متحده آمریکا به‌طور فزاینده ای در حال منزوی شدن بودند. گروه‌های حقوق بین‌الملل ایالات متحده را به دلیل ارائه حمایت نظامی و دیپلماتیک که خطر همدستی در جنایات جنگی را به همراه دارد، محکوم کرده‌اند. بایدن با مخالفت فزاینده ای با حمایت آمریکا از اسرائیل، از جمله از داخل دولت خودش، رو به رو شده است.

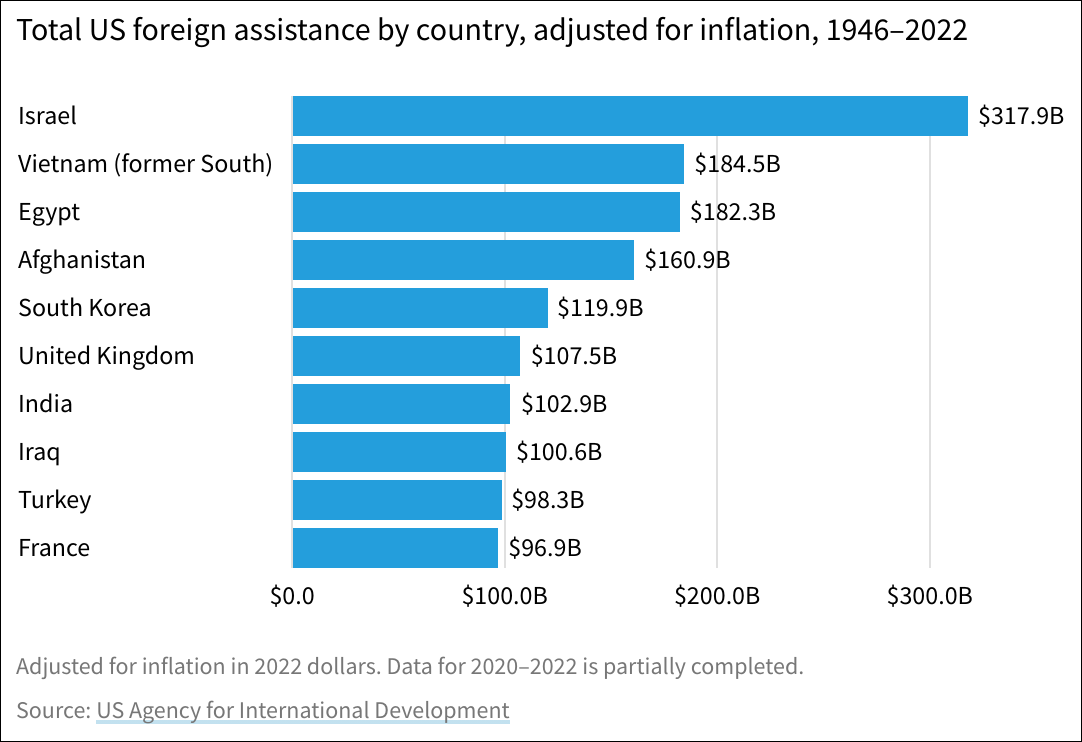
نمودار دریافت کنندگان کمک‌های خارجی ایالات متحده، 1946-2022

## لابی طرفدار اسرائیل
در ۳۰ اکتبر، آیپک، از گروه‌های اصلی لابی‌گر طرفدار اسرائیل، از آن دسته از اعضای کنگره که به قطعنامه ۷۷۱ مجلس نمایندگان که حمایت خود را از اسرائیل اعلام کرده بودند، رای منفی دادند  انتقادی علنی صادر کرد. در پاسخ، توماس مسی جمهوری‌خواه از رای خود دفاع کرد و گفت که با یک «وعده باز حمایت نظامی» مخالف است، در حالی که دموکرات‌ها کوری بوش، مارک پوکن و الکساندریا اوکاسیو کورتز آیپک را به آسیب رساندن به دموکراسی ایالات متحده متهم کردند. در ۱ نوامبر، ایلهان عمر ، آیپک را به اجرای تبلیغات اسلام هراسانه علیه خود متهم کرد. در ۲ نوامبر، رشیده طلیب، نماینده کنگره، که اصالتاً فلسطینی است، هدف کمپین تبلیغاتی تلویزیونی ۱۰۰۰۰۰ دلاری اکثریت دموکراتیک برای اسرائیل قرار گرفت.
مجلس نمایندگان تحت کنترل جمهوری‌خواهان در ۵ دسامبر قطعنامه‌ای را تصویب کرد که حاوی کلماتی بود که می‌گفت مجلس «به وضوح و قاطعیت بیان می‌کند که صهیونیسم‌ستیزی یهودستیزی است». این سازمان همچنین شعار «از رودخانه تا دریا» را محکوم کرد. تجزیه و تحلیل گاردین نشان داد که اعضای کنگره که از آغاز جنگ از اسرائیل حمایت می‌کردند، به‌طور متوسط ۱۰۰۰۰۰ دلار بیشتر از همتایان خود که طرفدار فلسطین بودند، از طرفداران اسرائیل کمک مالی دریافت کرده بودند. تجزیه و تحلیل پرونده‌های کمیسیون انتخابات فدرال نشان داد که مایک جانسون رئیس مجلس نمایندگان ۹۵۰۰۰ دلار از آیپک دریافت کرده است.

## استانداردهای دوگانه
جهان اسلام و بسیاری از کشورهای جنوب جهان، ایالات متحده و متحدانش را به دوگانگی در محکوم کردن اشغال غیرقانونی در اوکراین و حمایت قاطع از اسرائیل متهم کردند. رهبران غربی که برای هفته‌ها تحت فشار بودند تا اعلام کنند آیا از دست دادن هزاران زندگی عمدتاً غیرنظامی می‌تواند نقض قوانین بین‌المللی باشد یا نه، تنها به‌طور غیرمستقیم صحبت کردند و افزودند که نمی‌توانند قضاوت کنند: «ما قرار نیست وارد نقش قاضی و هیئت منصفه شویم» جیک سالیوان، مشاور امنیت ملی ایالات متحده گفت. در مقایسه، یک سال قبل وزارت امور خارجه ایالات متحده به‌طور رسمی اعلام کرده بود که بر اساس اطلاعات موجود، دولت ایالات متحده ارزیابی کرده که اعضای نیروهای روسی در اوکراین جنایات جنگی مرتکب شده‌اند. وزارت امور خارجه ایالات متحده گفت که نیازی به شروع تحقیق رسمی در مورد این که آیا اسرائیل جنایات جنگی مرتکب شده است وجود ندارد، حتی اگر سلاح‌هایی که اسرائیل استفاده می‌کند توسط ایالات متحده تأمین شده باشد. در سخنرانی خود در پارلمان اروپا، بالاترین دیپلمات اتحادیه اروپا، بوریل، گفت که قطع آب نقض قوانین بین‌المللی است، صرف‌نظر از اینکه در کجا اتفاق بیفتد، چه در اوکراین و چه در غزه.
در یک مصاحبه، آروان دیوید میلر، یک مقام سابق وزارت امور خارجه ایالات متحده، به نشریه نیویورکر گفت: «آیا فکر می‌کنم که جو بایدن همان عمق احساس و همدردی برای فلسطینی‌های غزه دارد که برای اسرائیلی‌ها دارد؟ نه، او اینطور نیست». در آوریل ۲۰۲۴، وزارت امور خارجه ترکیه ایالات متحده را به داشتن سیاست دوگانه در مورد حقوق بشر متهم کرد. باری تراختنبرگ، استاد دانشگاه ویک فارست، از حمایت‌های غرب از اقدامات نظامی اسرائیل انتقاد کرد و گفت: «آنچه می‌بینیم این است که یک استاندارد دوگانه واضح وجود دارد؛ وقتی این مسئله به نفع ایالات متحده و متحدان غربی است، آنها از قوانین بین‌المللی استفاده می‌کنند. زمانی که این مسئله به نفع آنها نیست، به وضوح قوانین بین‌المللی را نقض می‌کنند». در ژوئیه ۲۰۲۴، نخست‌وزیر اسپانیا، پدرو سانچز، در اجلاس ناتو در واشینگتن دی سی سخنرانی کرد و از غرب خواست که استانداردهای دوگانه خود را بین غزه و اوکراین متوقف کند.
پس از کشتن فعال صلح آمریکایی آیشنور ایزگی توسط اسرائیل در کرانه باختری، یک فعال آمریکایی دیگر که توسط نیروهای اسرائیلی شلیک شده بود، در مقاله‌ای در مجله تایم نوشت: «اوایل امسال، رئیس‌جمهور جو بایدن گفت که 'اگر یک آمریکایی را آزار دهید، پاسخ خواهیم داد.' با این حال، دولت بایدن حتی حمله به من را محکوم نکرده است.» خانواده‌های آمریکایی‌هایی که توسط اسرائیل کشته شده‌اند نیز اعلام کردند که وزارت دادگستری در تحقیق در مورد مرگ بستگانشان کوتاهی کرده است. طبق یک نامه فاش شده، وکلای وزارت دادگستری از دادستان کل مریک گارلند خواسته‌اند که «نقض‌های احتمالی قانون ایالات متحده توسط دولت، ارتش و شهروندان اسرائیل را بررسی کند و عاملان را به حساب بکشد.»

## واکنش‌ها

### استعفاها
تا تاریخ ۷ ژانویه ۲۰۲۴، دو مقام از دولت بایدن—جاش پال و طارق حبش، که به ترتیب در وزارت امور خارجه در بخش فروش سلاح و مشاور سیاست در وزارت آموزش و پرورش فعالیت می‌کردند—در اعتراض به حمایت ایالات متحده از تلاش‌های جنگی اسرائیل استعفا دادند. در مارس ۲۰۲۴، یکی دیگر از کارکنان وزارت امور خارجه که در بخش حقوق بشر فعالیت می‌کرد، آنل شیلین، به دلیل حمایت دولت از جنگ و به ویژه دور زدن کنگره برای مجاز کردن فروش سلاح به اسرائیل استعفا داد. در آوریل ۲۰۲۴، سخنگوی عربی وزارت امور خارجه ایالات متحده در اعتراض به سیاست‌های دولت در قبال غزه استعفا داد. در مه ۲۰۲۴، لیلی گرینبرگ کال، دستیار ویژه رئیس دفتر وزارت کشور، در اعتراض به سیاست‌های بایدن در قبال غزه استعفا داد. در ۳۰ مه، یک مقام ارشد وزارت امور خارجه استعفا داد و اظهار داشت که اظهارات ایالات متحده مبنی بر اینکه اسرائیل مانع ورود کمک‌های بشردوستانه به غزه نیست، نادرست است. در ژوئن ۲۰۲۴، دوازده نفر از استعفا دهندگان دولتی بایدن بیانیه‌ای مشترک صادر کردند و سیاست‌های بایدن در قبال غزه را «شکست و تهدیدی برای امنیت ملی ایالات متحده» نامیدند. در ژوئیه ۲۰۲۴، یکی از مقامات سیاسی وزارت کشور در اعتراض به سیاست‌های بایدن در قبال غزه استعفا داد.

### اعتراضات
در ۲۵ فوریه ۲۰۲۴ میلادی، آرون بوشنل، سرباز نیروی هوایی ایالات متحده آمریکا در اعتراض به «نسل‌کشی و حمایت آمریکا از اسرائیل در جنگ اسرائیل-حماس» در مقابل ساختمان سفارت اسرائیل در واشینگتن، اقدام به خودسوزی کرد.